# アジアの鉱山の一覧
以下は、アジアの鉱山の一覧（あじあのこうざんのいちらん）である。
- 日本の鉱山の一覧
- 中国の鉱山の一覧（英語版）
- インドの鉱山の一覧（英語版）
- インドネシアの鉱山の一覧（英語版）
- パキスタンの鉱山の一覧（英語版）